# Kiril Iliașenko
Kiril Iliașenko (în rusă Кирилл Федорович Ильяшенко) (n. 14/27 mai 1915 – d. 21 aprilie 1980) a fost un activist de partid și om politic din RSS Moldovenească, care a îndeplinit funcția de președinte al Prezidiului Sovietului Suprem din RSS Moldovenească (1963-1980).

## Biografie

Bustul lui Kiril Iliașenco din Cimitirul Ortodox Central din Chișinău

Kiril Iliașenko s-a născut în satul Lipețchi din gubernia Herson, (astăzi în raionul Bârzula, regiunea Odesa, Ucraina), într-o familie de țărani. A absolvit Facultatea de Fizică și Matematică a Institutului Pedagogic din Tiraspol (1939), apoi din februarie 1940 a luptat pe front în cel de-al doilea război mondial în rândul Armatei Sovietice. A participat la luptele de pe fronturile de Vest, de Sud-Vest, Frontul 3 Ucrainean și Frontul din Nordul Caucazului (1941–45).
După încheierea războiului, în anul 1945 devine membru al Partidului Comunist din Uniunea Sovietică (PCUS). Este numit în funcția de șef al secției de propagandă la redacția ziarului „Moldova Socialistă” (1945–46). Îndeplinește apoi, între anii 1946–1962, o serie de funcții de răspundere la Comitetul Central al Partidului Comunist din Moldova: instructor pe probleme politice (1946–48), locțiitor al șefului secției de propagandă și agitație (1948–1951), șef al secției literar-artistice (1951–53) și șef al secției de educație și cultură (1953–1962). La Congresele II-IV ale PCM a fost ales membru supleant al Comitetului Central, apoi la Congresele V-VII, IX-XIII ale PCM, membru titular al CC.
În anul 1962 este numit președinte al Comitetului de stat pentru coordonarea lucrărilor de cercetări științifice al Sovietului de Miniștri al RSSM. După ce în perioada ianuarie - aprilie 1963 îndeplinește funcția de locțiitor al președintelui Sovietului de Miniștri al RSSM, Kiril Iliașenko este numit la data de 5 aprilie 1963 în postul de președinte al Prezidiului Sovietului Suprem al RSSM, post în care va activa timp de 17 ani. Deținerea acestei poziții determină obținerea postului de locțiitor al Președintelui Prezidiului Sovietului Suprem al URSS (din august 1966).
Odată cu numirea sa în funcția de președinte al Prezidiului Sovietului Suprem al RSSM, începând din 12 aprilie 1963, Kiril Iliașenko devine și membru al Biroului CC al PCM (între anii 1962-1966 Prezidiul CC al PCM). La Congresul al XXIII-lea al PCUS a fost ales membru al Comisiei centrale de revizie (8 aprilie 1966 – 30 martie 1971), iar la Congresul XXIV (1971) și XXV (1976) – membru supleant al CC al PCUS (9 aprilie 1971 - 21 aprilie 1980). De asemenea, a fost și deputat al Sovietului Suprem al URSS (în legislaturile 7 și 8) și deputat al Sovietului Suprem al RSSM (în legislaturile 4-9, din 1955).
În semn de prețuire a activității desfășurate pe plan politic, a fost distins cu Ordinul Lenin, două ordine Steagul Roșu al Muncii și ordinul „Insigna de onoare”.
Kiril Iliașenko a încetat din viață la data de 21 aprilie 1980, în municipiul Chișinău, fiind înmormântat în Cimitirul Central din capitala RSSM. În anii '80 ai secolului al XX-lea, sculptorul I. Poniatovski a executat la mormântul liderului sovietic un monument în marmură albă pe postament din granit, având ca piesă centrală bustul lui Kiril  Iliașenko lucrat în tehnica altoreliefului. Pe postamentul de granit, este sculptat cu caractere Kirilice numele „Kiril Fiodorovici Iliașenko” și anii de viață ai acestuia .